# Câmpineanca
Câmpineanca es una comuna ubicada en el distrito de Vrancea, Rumania.

## Superficie
Posee una superficie de 19,57 kilómetros cuadrados.

## Demografía
Hasta 2021 la población era de 4595 habitantes, con una densidad de población de 234,8 habitantes por kilómetro cuadrado.